# Genoa, Illinois
Genoa là một thành phố thuộc quận DeKalb, tiểu bang Illinois, Hoa Kỳ. Năm 2010, dân số của thành phố này là 5193 người.

## Dân số
Dân số qua các năm:
- Năm 2000: 4169 người.
- Năm 2010: 5193 người.